# Sky One
Sky1 je zábavní kanál společnosti BSkyB, vysílající ve Velké Británii a Irsku. Je to čtvrtá nejstarší britská TV stanice – pod původním názvem Satellite Television Ltd začala vysílat 26. dubna 1982 po kanálech BBC One (2. listopadu 1936), ITV (22. září 1955) a BBC Two (20. dubna 1964). (Channel 4 začal vysílat později v roce 1982). Je dostupný nejen v satelitní platformě Sky, ale i v kabelových Virgin Media a UPC Ireland. Jako její sesterské kanály vysílají kanály Sky2 a Sky3. V květnu 2006 začala vysílat i HD verze kanálu.

## Historie

### Sky Channel
Sky 1 začala vysílat 26.4.1982 jako Satelite Television Ltd. Původně byla vysílána ze satelitu Orbital Test Satellite a byla dostupná kabelovým operátorům v celé Evropě (nejprve v Norsku a Finsku, později ve Švýcarsku a na Maltě). Televize se potýkala s finančními problémy, a tehdy ji koupil Rupert Murdoch. Murdoch a nový management vytáhli kanál z finančních problémů a kanál se přejmenoval na Sky Channel. Kanál obsahoval spoustu vlastní tvorby. Nejprve jej do své nabídky zařadila Svindon Cable, krátce po jejím přejmenování. Změny Ruperta Murdocha udělaly z televize nejúspěšnější televizi, šířenou jen přes satelit a kabel v Evropě v té době (dosahovala až 13% sledovanosti).

Díky těmto úspěchům se Murdoch rozhodl udělat Sky Television Network, obsahující 4 kanály – Sky Channel, Sky Movies, Sky News, Eurosport, a přestěhovat celou tuto platformu na satelity Astra a soustředit její působení hlavně na Spojené království.

Sky Television Network začala vysílat 5. února 1989, a v ten samý čas byl Sky Channel vyřazen v primetime z nabídky kabelových operátorů, výměnou za Eurosport.

### British Sky Broadcasting Network
Časem se program této televize měnil, obsahoval např. mezinárodní dokumenty o cestování. 30. července 1989 se kanál změnil na Sky One, a začal vysílat pouze na území Spojeného království a Irska. V letech 1990–1991 začal opět nabízet více vlastní tvorby, a převzal některé programy od bývalého kanálu Galaxy. 1. září 1993 byla Sky One zařazena do placeného programového balíčku Sky Multichannels a nemohla již být přijímána mimo Spojeného království a Irska, protože byla kódována – byla potřeba karta k odkódování.
Dne 1. září 1996 začal vysílat kanál Sky2, nebyl ale úspěšný, takže přestal vysílat přesně den před oslavou svých 1. narozenin (31. srpna 1997).
V roce 2000 začal vysílat vlastní kanál pro Irsko, ten se ale liší pouze reklamou.

### 2002–současnost
V roce 2002 začal kanál Sky One vysílat s novým, inovovaným logem a novými identy. Sky One dostalo i svůj sesterský kanál – Sky One Mix, který opakoval některé pořady kanálu Sky One. Později byl kanál Sky One Mix přejmenován na Sky Mix, 31. října 2005 se ale přejmenoval na Sky Two při příležitosti spuštění kanálu Sky Three.
V červnu 2003 začal kanál vysílat ve formátu 16 : 9, ve formátu 4 : 3 se od roku 2005 vysílají pouze pořady, které nejsou v 16 : 9 dostupné.

#### Znovuspuštění
Kanál Sky One byl dne 31. srpna 2008 přeměněn na Sky1. Tato změna přinesla nejen nový název, ale i nové logo, nové identy a nové pořady.